# Ion Țiriac
Ion Țiriac (* 9. května 1939 Brašov) je rumunský tenista, trenér a podnikatel. Je členem Mezinárodní tenisové síně slávy.
Původně se věnoval stolnímu tenisu a lednímu hokeji, v němž reprezentoval Rumunsko na pozici obránce na Zimních olympijských hrách 1964, kde jeho tým obsadil dvanácté místo. Od roku 1968 byl profesionálním tenistou. Jeho nejlepším umístěním na světovém žebříčku byla osmá příčka, vyhrál jeden turnaj ve dvouhře (Mnichov 1970) a dvaadvacet turnajů ve čtyřhře včetně jednoho grandslamového (Paříž 1970 spolu s Ilie Năstasem). Țiriac a Năstase také dostali Rumunsko do finále Davis Cupu v letech 1969, 1971 a 1972.
Byl výraznou postavou světového tenisu díky mohutnému kníru a exotickému původu, měl přezdívky „Hrabě Drakula“ a „Brašovský buldozer“.
Hráčskou kariéru ukončil v roce 1979 a stal se trenérem. Boris Becker se pod jeho vedením stal světovou jedničkou, mezi jeho svěřence patřili také Mary Joe Fernandezová, Guillermo Vilas, Henri Leconte, Marat Safin nebo Lucas Pouille. Je majitelem turnaje Madrid Open a v Bukurešti založil BRD Năstase Țiriac Trophy. V letech 1998–2004 byl předsedou Rumunského olympijského výboru.
Jeho Banca Țiriac se stala po pádu komunistického režimu prvním soukromým finančním ústavem v Rumunsku. Vlastní rovněž leteckou společnost Țiriac Air. Podle časopisu Forbes je Țiriac nejbohatším bývalým sportovcem na světě a nejbohatším rumunským občanem, jeho jmění se odhaduje na 1,2 miliardy dolarů. Proslulá je také jeho sbírka luxusních automobilů, která čítá okolo 350 exemplářů. V televizní anketě 100 největších Rumunů obsadil 77. místo.